# Dave Chappelle
Pour les articles homonymes, voir Chappelle.
David Chappelle, dit Dave Chappelle (nom prononcé en anglais : [ʃəˈpɛl]), né le 24 août 1973 à Washington, D.C., est un humoriste, acteur, scénariste et producteur américain.
Chappelle est un artiste populaire de la télévision américaine, notamment avec son émission de sketches Chappelle's Show, diffusée sur Comedy Central de 2003 à 2006.
Héritier d'un humour noir proche de Richard Pryor (acteur culte des Nuits de Harlem), il est connu pour son ton de scène engagé, décapant et parfois agressif.

## Biographie

### Jeunesse et formation
David Khari Webber Chappelle,, né le 24 août 1973 à Washington, D.C., aux États-Unis, est le fils de William et Yvonne Chappelle professeur d'université,. Il grandit à Silver Spring dans le Maryland. Enfant, avec son père qui est professeur à Université Antioch Midwest, il passe des étés à Yellow Springs, séjours qui le marquent pour leur sérénité campagnarde, tant et si bien qu'en 2005, il y achète une ferme pour se détendre de ses tournées.

### Carrière

#### Débuts
Il est présenté dans un montage de personnes prises au hasard racontant une blague dans le premier épisode d'ABC America's Funniest People, diffusé le 13 septembre 1990. Après avoir déménagé à New York pour poursuivre une carrière d'humoriste, il se produit dans le célèbre Apollo Théâtre de Harlem devant le public dit « Amateur Night », mais se fait huer. Il décrit pourtant cette expérience comme le moment qui lui a donné le courage de poursuivre ses aspirations dans le show business. Il se fait rapidement un nom dans le circuit de la comédie new-yorkaise, se produisant même dans les parcs de la ville. En plus des spectacles de stand-up le week-end, il se produit en open mic le lundi soir notamment au Boston Comedy Club, jusque l'été 1994. En 1992, il est acclamé par la critique et le public pour son apparition à la télévision dans Def Comedy Jam de Russell Simmons sur HBO. C'est son apparition dans cette émission qui permet à sa popularité de vraiment commencer à augmenter, pour devenir un invité régulier d'émissions de télévision de fin de soirée telles que Politiquement incorrect, The Late Show With David Letterman, The Howard Stern Show et Late Night avec Conan O'Brien. Whoopi Goldberg le surnomme The Kid. À 19 ans, il fait ses débuts au cinéma en tant que Ahchoo dans Sacré Robin des Bois de Mel Brooks. Il apparaît sur Star Search trois fois, mais a perdu contre le comédien Lester Barrie sur lequel il plaisantera par la suite sur le fait qu'il avait plus de succès. La même année, Chappelle se voit offrir le rôle de Benjamin Buford Bubba Blue dans Forrest Gump. Inquiet que le personnage soit humiliant et que le film n'ait pas le succès escompté, il refuse le rôle,. Il parodie le film dans le court métrage de 1997 Bowl of Pork, où un homme noir à l'esprit faible est responsable du passage à tabac de Rodney King, des émeutes de Los Angeles et OJ Simpson est accusé de meurtre. Il joue un autre second rôle dans l'un des premiers films de Doug Liman, Getting In, en 1994. À 19 ans, il joue la première partie de la chanteuse soul R&B Aretha Franklin. Au début de sa carrière, il joue après le vétéran de la comédie Chris Thomas, qui était si bon que Dave Chappelle, bien qu'il soit averti, n'a pas pu rivaliser auprès du public.
Il attire l'attention des dirigeants du réseau de télévision et développe de nombreux pilotes, dont aucun n'est choisi pour le développement dans une série. En 1995, il fait une apparition dans un épisode de la populaire sitcom Home Improvement d'ABC qui met en scène Dave Chappelle et son ami et partenaire à l'écran, le comédien Jim Breuer demandant à Tim Taylor des conseils sur leurs petites amies. L'épisode est si populaire que ABC décide de leur donner leur propre sitcom dérivée intitulée Buddies. Cependant, après avoir enregistré un épisode pilote, Jim Breuer est renvoyé et remplacé par l'acteur Christopher Gartin. Buddies est créé en mars 1996 avec des cotes d'écoute décevantes et l'émission est annulée après seulement cinq épisodes sur treize produits.
Après l'échec de Buddies, il joue dans un autre pilote. Selon lui, la production est mal à l'aise avec la distribution afro-américaine et veut recruter des acteurs blancs ce à quoi il résiste et accuse le réseau de racisme. Peu de temps après son père décède et, après son retour dans l'Ohio, il envisage de quitter l'entreprise de divertissement.
Il apparaît plus tard dans le rôle d'un comique de stand-up qui roaste les clients d'une boîte de nuit dans la comédie de 1996 The Nutty Professor avec Eddie Murphy, l'une de ses principales influences comiques. Il a un rôle mineur dans Les Ailes de l'enfer en 1997. Début 1998, il livre un spectacle de stand-up de trente minutes pour HBO Comedy et apparait dans « Pilots and Pens Lost», un épisode de la sixième saison de The Larry Sanders Show , où lui et les dirigeants du réseau de télévision de l'émission moquent le traitement qu'ils infligent aux scénaristes et créateurs de la série, ainsi que les tendances instinctives des dirigeants envers les stéréotypes raciaux.
Lui et Neal Brennan ont co-écrit le film culte du stoner Half Baked de 1998, le premier rôle principal de Dave Chappelle, sur un groupe d'amis fumeurs de marijuana essayant de faire sortir leur ami de prison. Le film est rentable au box-office et reste un film stoner classique, un genre qui inclut les films Cheech et Chong ainsi que des productions plus récentes comme Délire Express Judd Apatow. En décembre 1998, il apparaît comme l'ami et le confident du personnage de Tom Hanks dans Vous avez un message. En 1999, il apparait dans le film de Martin Lawrence, Flic de haut vol.
En 2000, il enregistre sa première émission spéciale d'une heure sur HBO, Dave Chappelle: Killin 'Them Softly, à Washington, DC. Il enchaîne avec une apparition dans le rôle d'un conspiracy brother dans la satire raciale Opération funky en 2002.

#### 2003–2006:Chappelle's Show
En 2003, Dave Chappelle lance sa propre émission hebdomadaire de sketchs sur Comedy Central appelée Chappelle's Show. L'émission parodie de nombreux aspects de la culture américaine, y compris les stéréotypes raciaux, la politique et la culture pop. Outre des sketches comiques, le spectacle présente des performances musicales d'artistes principalement hip-hop et soul. Il met en valeur le travail d'autres comédiens noirs, notamment Paul Mooney et Charlie Murphy.
En raison de la popularité de l'émission, la nouvelle société mère de Comedy Central, Viacom lui aurait offert à un contrat de 55 millions de dollars (lui donnant une part des ventes de DVD) pour continuer la production de Chappelle's Show pendant deux ans supplémentaires tout en lui permettant de faire des projets parallèles. Il a déclaré que les sketchs ne sont pas sa forme préférée de comédie, et que le format de l'émission était similaire aux courts métrages.
En juin 2004, sur la base de la popularité du sketch Rick James , des rumeurs font état de pourparlers pour que Dave Chappelle dépeigne James dans un biopic de Paramount Pictures, également détenu par Viacom. Les ayants droit de James n'étant pas d'accord avec le ton comique du film, ils ont mis un terme aux pourparlers.
Le même mois, il enregistre son deuxième spectacle spécial, diffusée cette fois sur Showtime, Dave Chappelle: For What It's Worth, au Fillmore Auditorium de San Francisco, où Lenny Bruce, George Carlin, Richard Pryor et Robin Williams se sont produits.

##### Problèmes de la saison 3
Lors d'un spectacle de stand-up en juin 2004 à Sacramento, en Californie, il quitte la scène après avoir réprimandé son public qui criait : « Je suis Rick James, salope ! » qui était devenu un slogan de son sketch populaire Rick James. Au bout de quelques minutes, il revient et reprend en déclarant : « Le spectacle me ruine la vie ». Il déclare qu'il n'aime pas travailler « 20 heures par jour » et que la popularité de l'émission l'empêchait de poursuivre sa carrière de stand-up, ce qui était « la chose la plus importante » pour lui. Il déclare au public :

« Vous savez pourquoi mon émission est bonne ? Parce que les responsables du réseau disent que vous n'êtes pas assez intelligent pour comprendre ce que je fais, et chaque jour je me bats pour vous. Je leur dis à quel point vous êtes intelligent mais il s'avère que je me suis trompé : Vous êtes stupides. »

La saison 3 devait commencer à être diffusée le 31 mai 2005, mais plus tôt, en mai, il stupéfie les fans et l'industrie du divertissement en partant brusquement pendant la production en Afrique du Sud. Il déclare qu'il n'est pas satisfait de la direction prise par la série et exprime dans une interview avec Time son besoin de réflexion face à un stress énorme :

« En venant ici, je n'ai pas les distractions de la célébrité. Cela apaise l'ego. Je m'intéresse au genre de personne que je dois devenir. Je veux être bien équilibré et l'industrie est un lieu d'extrêmes (...) Je dois vérifier mes intentions. »

Immédiatement après son départ, les tabloïds supputent des problèmes mentaux ou de toxicomanie, plutôt que les préoccupations éthiques et professionnelles qu'il exprime.
Il renonce ainsi à son contrat de cinquante millions de dollars avec Comedy Central et rompt avec son collaborateur de longue date Neal Brennan.
L'émission est rediffusée sur plusieurs réseaux de télévision, malgré le nombre relativement faible d'épisodes par rapport à la plupart des programmes de télévision syndiqués américains. Le départ brusque de Dave Chappelle de son émission continue d'être au centre des discussions,,. Dans Bird Revelation, il fait une analogie entre son départ et le livre Pimp, les mémoires d'Iceberg Slim.

#### 2004:Block Party de Dave Chappelle

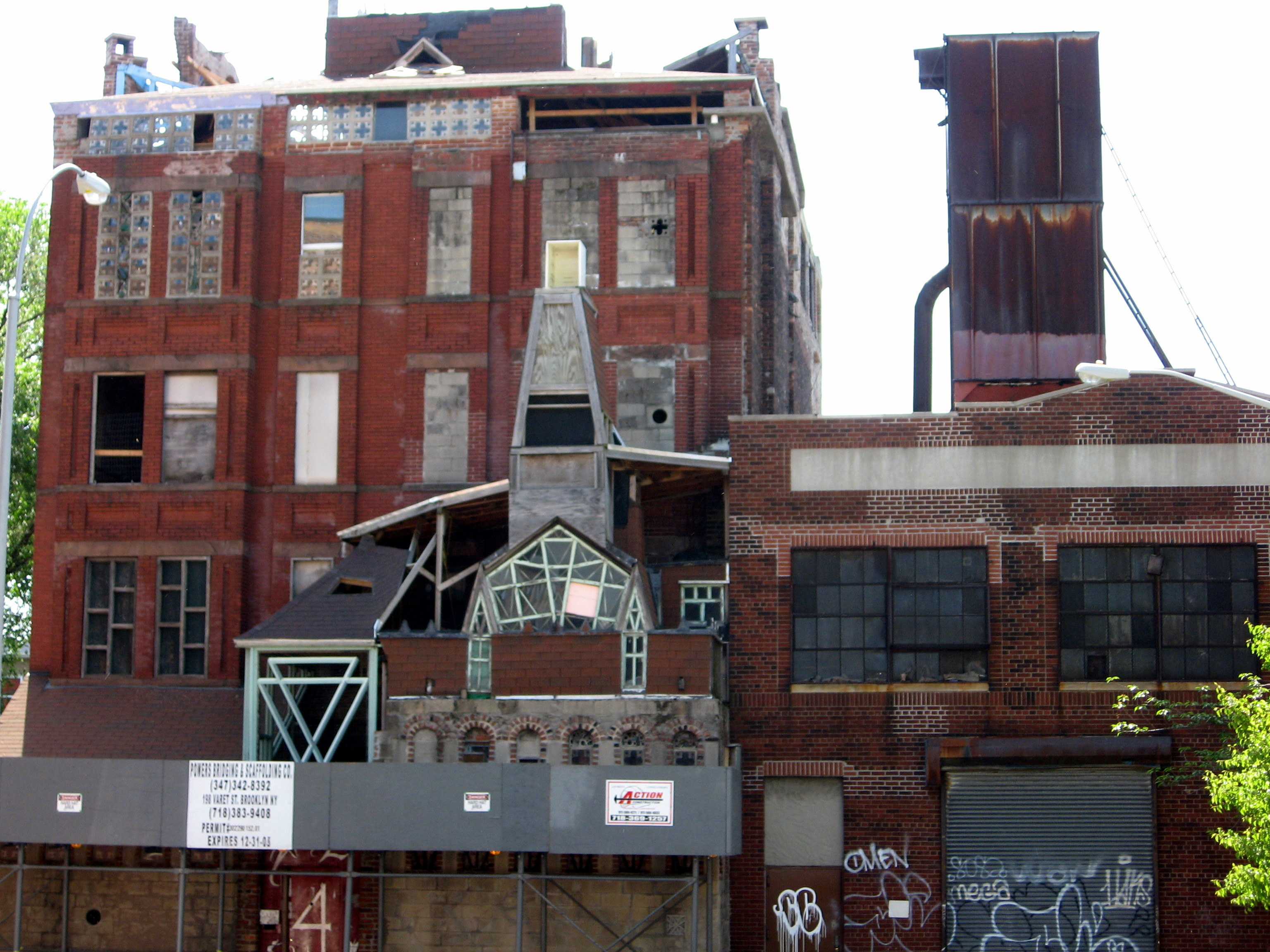
La Broken Angel House à Brooklyn le 16 mai 2007, qui était le site du documentaire Dave Chappelle's Block Party (2005).

Il est la star et un producteur du documentaire dirigé par Michel Gondry, Dave Chappelle's Block Party, qui raconte son organisation d'un concert gratuit dans le quartier de Clinton Hill à Brooklyn le 18 septembre 2004. Plusieurs artistes musicaux, dont Kanye West, The Roots, Erykah Badu, Mos Def, Dead Prez et Jill Scott, sont présentés dans le film à la fois en concert et en conversation hors scène; il amène des résidents de Yellow Springs à Brooklyn à ses propres frais. Un autre moment fort de l'événement est la réunion temporaire du groupe de hip-hop des années 1990, The Fugees.
Il visite plusieurs villes en février et mars 2006 pour promouvoir le film sous le nom de Block Party All-Stars avec Dave Chappelle. La division genre d'Universal Pictures, Rogue Pictures, sort le film aux États-Unis le 3 mars 2006. C'est un succès, totalisant 11,7 millions de dollars de recettes sur un budget de trois millions de dollars.

#### 2005-2013: apparitions ponctuelles
En juin 2005, il organise des spectacles de stand-up impromptus à Los Angeles puis fait une tournée à partir de Newport, Kentucky, non loin de sa maison de l'Ohio. Le 11 mai 2006, il fait une apparition surprise organisée mais peu ébruitée en amont, à la célébration annuelle du Tigerfest de l’université de Towson. Il fait une autre apparition sur Def Poetry de HBO, où il interprète deux poèmes, intitulés Fuck Ashton Kutcher et How I Got the Lead on Jeopardy!.
Dans une interview avec Oprah Winfrey diffusée le 3 février 2006, il explique ses raisons pour avoir quitté le Chappelle's Show et exprime son mépris pour la surdité de l'industrie du divertissement à l'égard des artistes et du public noirs :

« Quand je vois qu'ils mettent chaque homme noir dans les films dans une robe à un moment donné de leur carrière, je commence à relier les points. »

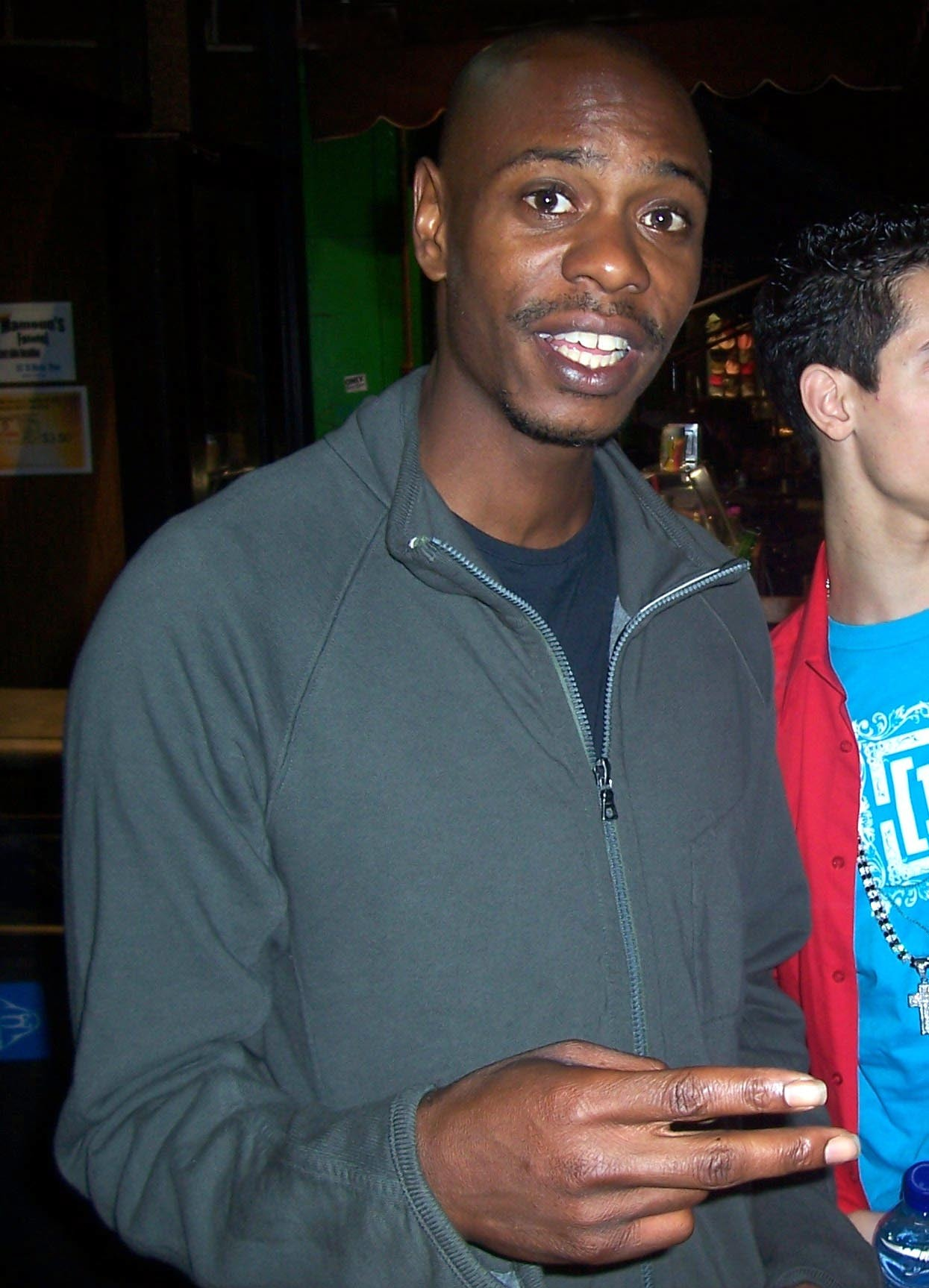
Dave Chappelle en 2007.

Dave Chappelle est interviewé pour Inside the Actors Studio le 18 décembre 2005, au Michael Schimmel Center for the Arts de l'université Pace. L'émission est diffusée le 12 février 2006. Quatre jours plus tôt, il avait présenté l'hommage musical à Sly Stone lors de la 48e cérémonie des Grammy Awards.
Il déclare dans Inside the Actors Studio que la mort de son père sept ans auparavant a influencé sa décision d'aller en Afrique du Sud. En se jetant dans son travail, il n'a pas pris le risque de se confronter à la mort de son père. Il déclare également que les rumeurs selon lesquelles il suivait un traitement pour toxicomanie ou pour des troubles psychiatriques l'avaient seulement persuadé de rester en Afrique du Sud :

« J'allais travailler sur la série et je me sentais mal tous les jours, (...) je me sentais comme une sorte de prostituée ou quelque chose comme ça. Si je me sens si mal, pourquoi continuer à me présenter à cet endroit ? Je vais en Afrique. La chose la plus difficile à faire est d'être fidèle à soi-même, surtout quand tout le monde regarde. »

Il déclare qu'il estime que certains de ses sketchs sont « socialement irresponsables »,. Par exemple, lorsqu'il écrit et joue le sketch de pixie dans lequel les pixies apparaissent aux gens et les encouragent à renforcer les stéréotypes de leurs races. Dans le sketch, il porte un visage noir et est habillé en personnage d'un spectacle de ménestrel. Il explique que, pendant le tournage du sketch, un membre de l'équipe blanche riait d'une manière qui le mettait mal à l'aise et le remettait en question : « C'était la première fois que je sentais que quelqu'un ne riait pas avec moi mais se moquait de moi. »
Par ailleurs, il n'exclut pas de revenir au Chappelle's Show pour « finir ce que nous avons commencé », mais promet que ça ne se fera pas sans des changements dans la production, comme un meilleur environnement de travail. Il souhaite faire don de la moitié des ventes de DVD à une association caritative. Il méprise la possibilité que la troisième saison inachevée soit diffusée, affirmant que le faire serait « un mouvement d'intimidation » et qu'il ne reviendrait pas à l'émission si Comedy Central la diffuse inachevée. Le 9 juillet 2006, Comedy Central diffuse le premier épisode de Chappelle's Show: The Lost Episodes. Après la sortie du DVD, Dave Chappelle est interviewé par Anderson Cooper sur CNN et réaffirme qu'il ne reviendra pas au Chappelle's Show. Une version DVD non censurée des épisodes sort le 25 juillet.
Il a toujours été connu pour faire des apparitions impromptues et inopinées dans des salles de stand-up, et continue de le faire après sa période post-Chappelle's Show et son retour au stand-up.
En avril 2007, il établit un record du plus long stand-up au comedy-club Laugh Factory Sunset Strip, battant le record de Dane Cook de trois heures et cinquante minutes. En décembre de la même année, il bat son propre record avec un temps de six heures et douze minutes. Dane Cook récupère le record en janvier 2008, avec un temps de sept heures. Le 19 novembre 2009, il se produit à nouveau à la Laugh Factory, où il devait tenter de reprendre le record. Cependant, selon le propriétaire du club, il est disqualifié après avoir quitté la scène cinq heures après le début de son spectacle.
Il apparaît de nouveau sur Inside the Actors Studio et, pour célébrer le 200e épisode de l'émission, il interviewe l'animateur habituel James Lipton. L'épisode est diffusé le 11 novembre 2008. Il apparaît encore en 2013, pour son 250e épisode.
En février 2009, il fait un set de quatre heures au Comic Strip Live à New York.
En août 2011, il se produit au Comedy Jam à San Francisco.

#### 2015-2017: retour

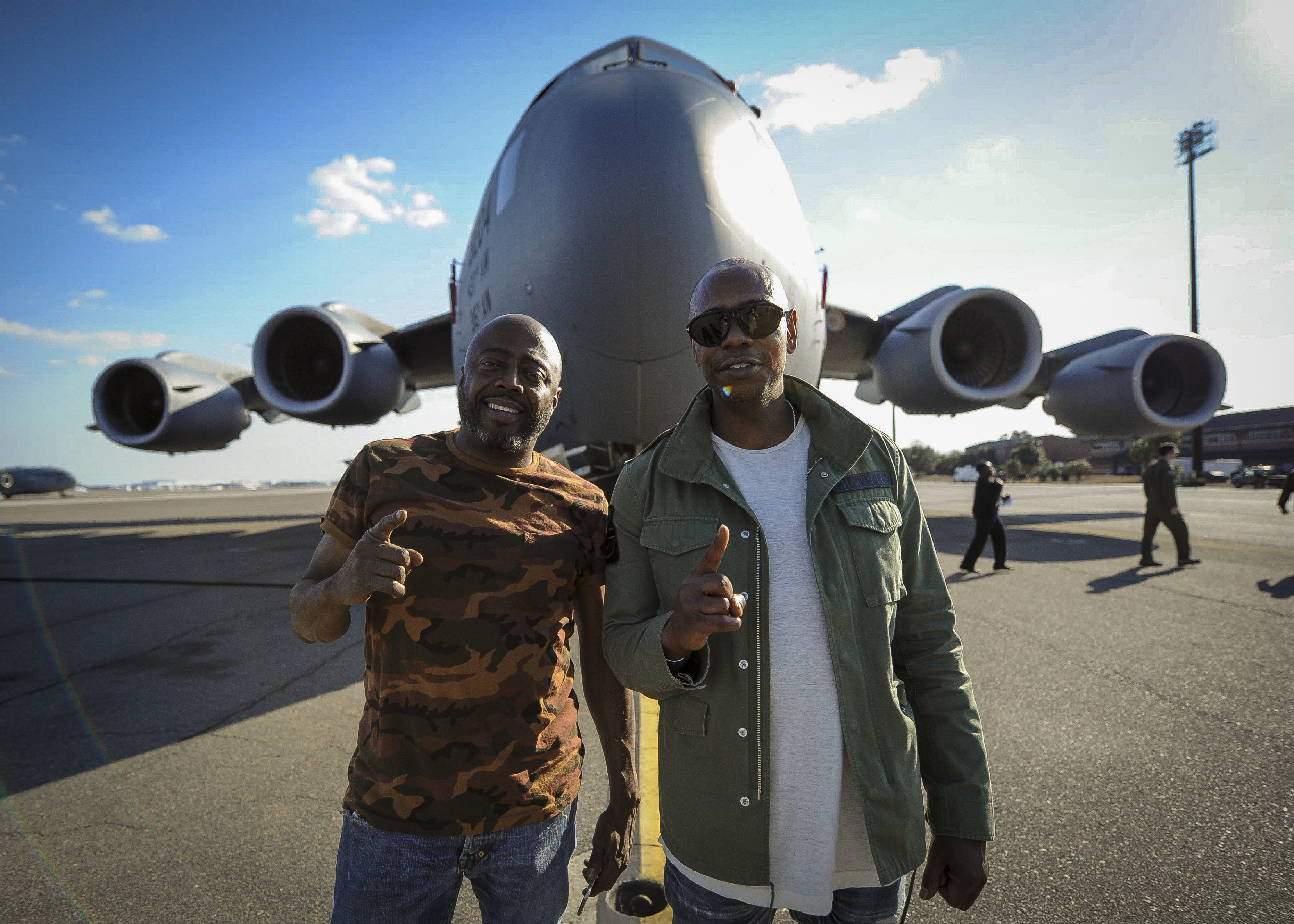
Dave Chappelle (à droite) et Donnell Rawlings (à gauche) devant un C-17 Globemaster III à Joint Base Charleston, SC (2017).

En août 2013, il revient en tournée à plein temps comme tête d'affiche pendant le festival Oddball Comedy & Curiosity. Sponsorisé par Funny or Die, il partage l'affiche avec Flight of the Conchords.
Lors d'un arrêt à Hartford, il quitte la scène en raison du chahut de la foule qui dure tout au long de sa performance avec notamment des chants de White Power, une réplique utilisée dans un épisode de Chappelle's Show, considérée comme extrêmement inappropriée et hors contexte par d'autres membres du public,. Quelques jours plus tard, il s'arrête à Chicago pour une représentation. Il fait référence à l'incident de Hartford, déclarant que « les jeunes, blancs, alcooliques » devraient être sanctionnés, qu'il espère que la Corée du Nord bombarderait Hartford, qu'à l'avenir il ne s'arrêterait pas à Hartford pour faire le plein, et finalement résume ses sentiments sur la situation en déclarant : « Fuck Hartford ! » En août 2014, il retourne à Hartford pour une apparition surprise au Festival Oddball 2014 et reçoit de nombreuses ovations pendant son set.
En juin 2014, il fait sa première apparition majeure à New York en onze ans, se produisant pendant dix nuits au Radio City Music Hall. Il fait la promotion des dates en apparaissant dans The Today Show, The Tonight Show avec Jimmy Fallon et Late Show avec David Letterman.
En 2015, il apparaît dans le film de Spike Lee Chi-Raq, son premier rôle au cinéma en 13 ans.
Le 12 novembre 2016, il ouvre l'émission Saturday Night Live le week-end où Donald Trump remporte l'élection présidentielle. L'émission présente A Tribe Called Quest en tant qu'invité musical. Dans son monologue d'ouverture, il aborde Trump et l'élection de front. Il termine son monologue en déclarant : « Je souhaite bonne chance à Donald Trump, et je vais lui donner une chance, et nous, historiquement privés de nos droits, demandons qu'il nous en donne une aussi. » Sa performance sur SNL est largement saluée par la critique et le public. Lors de la 69e cérémonie des Primetime Emmy Awards, il reçoit un Emmy Award du meilleur acteur invité exceptionnel dans une série comique pour son apparition. Il fait don de l'Emmy à son ancien lycée lors du tournage d'un épisode de la série Netflix de Jerry Seinfeld, Comedians in Cars Getting Coffee (saison 10, épisode 2: « Personne ne dit : « I Wish I Had A Camera »).
Le 21 novembre 2016, Netflix annonce la sortie de trois nouveaux spéciaux humoristiques en 2017, pour lesquels il est payé 20 millions de dollars par spécial ,,. Les deux premiers spéciaux sortent sur Netflix le 21 mars 2017 et proviennent directement du coffre-fort de comédie personnel de Dave Chappelle. Deep in the Heart of Texas est filmé à Austin City Limits Live en avril 2015, et The Age of Spin est filmé au Hollywood Palladium en mars 2016. Les spéciaux marquent les premiers spectacles du comédien sortis en 12 ans et sont des succès immédiats. Netflix annonce un mois plus tard qu'il s'agit des spéciaux comiques les plus regardés de son histoire,.
Le troisième spécial, Equanimity, est tourné en septembre 2017 au Warner Theatre de Washington, DC, puis le 20 novembre 2017, il filme un quatrième spécial, The Bird Revelation, au Comedy Store de Los Angeles. Le 22 décembre 2017, Netflix annonce l'extension de l'accord pour inclure The Bird Revelation, sorti avec Equanimity le 31 décembre.

#### Depuis 2018

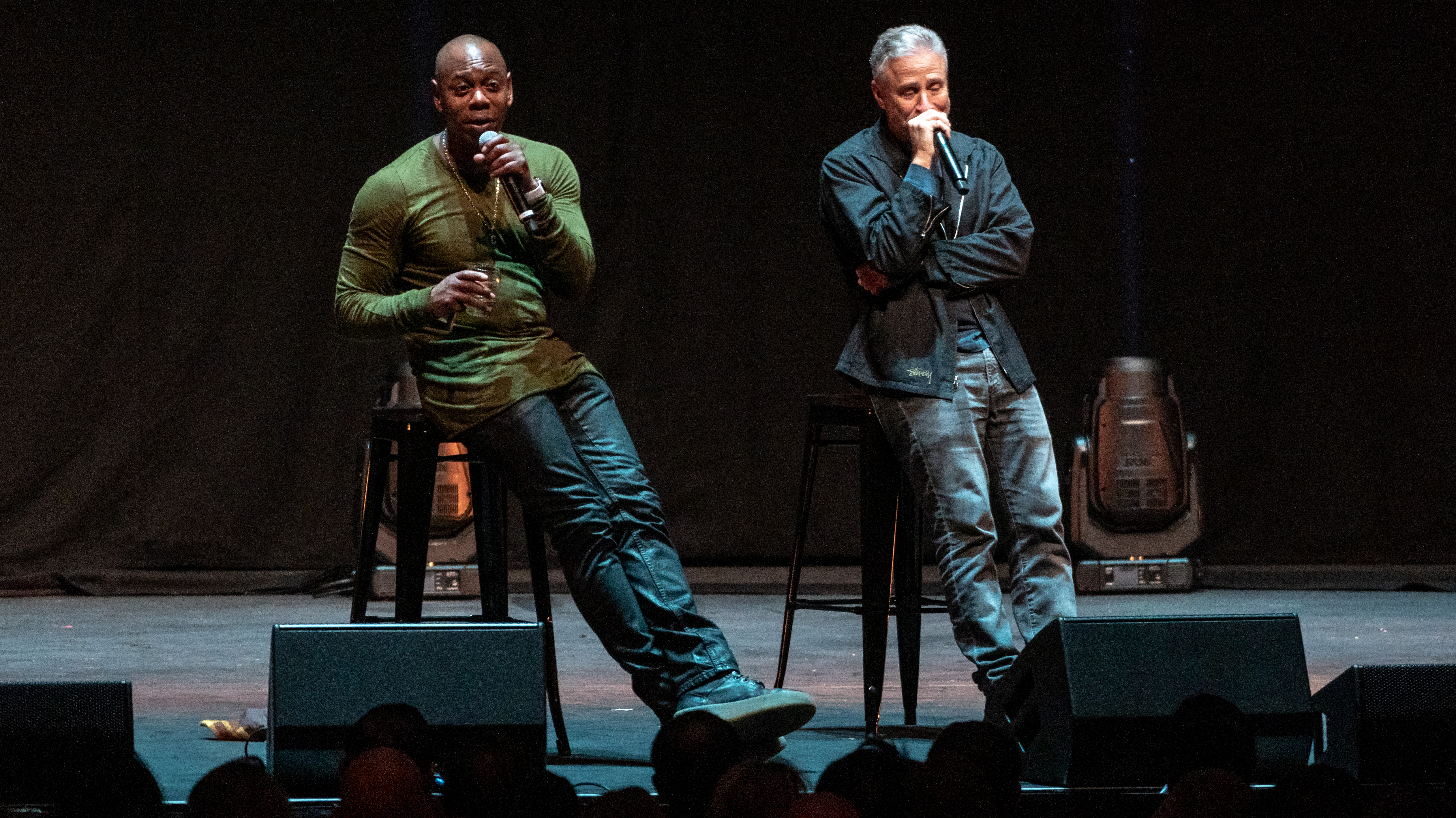
Dave Chappelle avec Jon Stewart se produisant au Royal Albert Hall en 2018.

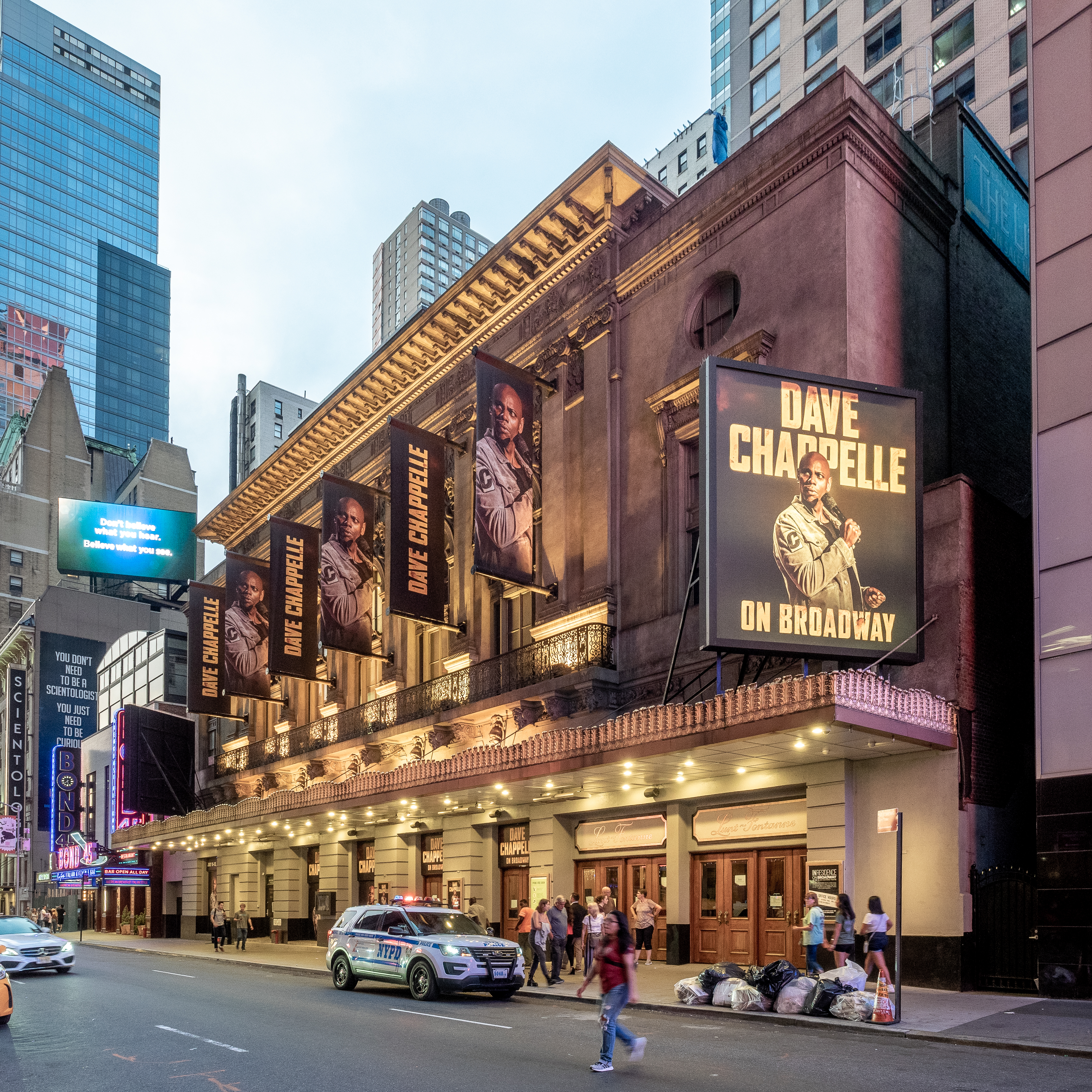
Affiche pour Dave Chappelle à Broadway au Théâtre Lunt-Fontanne en 2019.

En janvier 2018, lors de la 60e cérémonie des Grammy Awards, il reçoit un Grammy Award du meilleur album de comédie pour ses deux premiers spéciaux 2017 The Age of Spin & Deep in the Heart of Texas.
En septembre 2018, son spécial Equanimity reçoit un Emmy Award pour meilleur spécial de variétés (pré-enregistré).
En octobre 2018, il revient sur grand écran en tant que Noodles, le meilleur ami de Jackson Maine et musicien à la retraite dans le premier film de Bradley Cooper, A Star Is Born. Le film a été un énorme succès critique et commercial. Il a été nommé avec le casting pour le Screen Actors Guild Award du meilleur casting dans un film.
En 2018, il forme un duo avec Jon Stewart pour une tournée de comédie aux États-Unis et à travers le Royaume-Uni. Il collabore également avec Aziz Ansari pour trois spectacles à Austin, au Texas, au Paramount Theatre.
En février 2019, il remporte le Grammy Award du meilleur album de comédie pour Equanimity et Bird Revelation.
En 2019, il reçoit le prix annuel Mark Twain pour l'humour américain présenté par le Kennedy Center. La présidente du Kennedy Center, Deborah Rutter, déclare : « Dave est l'incarnation de l'observation de Mark Twain selon laquelle « contre l'assaut de l'humour, rien ne peut résister » et pendant trois décennies, Dave nous a mis au défi de voir les questions d'actualité à partir de son expérience, tout à fait originale mais à laquelle on peut s'identifier ». Sont présents pour participer à la cérémonie d'honneur : Jon Stewart, Bradley Cooper, Morgan Freeman, Lorne Michaels, Tiffany Haddish, Aziz Ansari, Sarah Silverman, Neal Brennan, Q-Tip, Mos Def, John Legend, Frederic Yonnet, Erykah Badu, Common, SNL les acteurs Kenan Thompson, Michael Che et Colin Jost, ainsi qu'Eddie Murphy. Le prix est décerné lors du gala du Kennedy Center le 27 octobre 2019 diffusé sur PBS le 7 janvier 2020. Le maire du district de Columbia, Muriel Bowser, déclare le jour de la cérémonie de remise des prix « Dave Chappelle Day » à Washington, DC.
Le 26 août 2019, son cinquième spectacle spécial, Dave Chappelle: Sticks & Stones sort sur Netflix. Plusieurs critiques négatives et controverses s'élèvent entre autres contre les blagues sur les allégations d'abus sexuels des chanteurs Michael Jackson et R. Kelly,, la communauté LGBT et le phénomène social dit de la cancel culture,,. Le spectacle reçoit un score moyen de 5,70 par les critiques de Rotten Tomatoes,. En 2020, Sticks & Stones remporte le Grammy Award du meilleur album de comédie.
Le 12 juin 2020, il sort le spectacle 8:46, une vidéo de 27 min 20 s nouvellement enregistrée sur la chaîne YouTube Netflix Is a Joke. L'évènement a lieu à l'extérieur le 6 juin 2020, à Yellow Springs dans l'Ohio, dans le respect des règles sanitaires pour empêcher la propagation du Covid-19. Le titre du stand-up fait référence aux huit minutes et quarante-six secondes pendant lesquelles le policier Derek Chauvin s'est agenouillé en bloquant la trachée de George Floyd, un homme noir, le tuant. Il évoque sa mort et les manifestations qui ont suivi et mentionne Don Lemon, Laura Ingraham et Candace Owens,.
Toujours dans le cadre des restrictions sanitaires dues à la pandémie de Covid-19, dès fin juin 2020 avec une célébration du 4 juillet, Chappelle and friends accueille ce qui devient le Chappelle Summer Camp, avec des prestations en direct devant un public masqué et respectant les distances sociales au Wirrig Pavilion, à Yellow Springs, Ohio. Les comédiens Michelle Wolf, Mo Amer et Donnell Rawlings, ainsi que le DJ de la tournée, DJ Trauma, et de nombreux invités spéciaux tels que Jon Stewart, Chris Rock, Louis CK, Sarah Silverman, David Letterman, Bill Burr, Michael Che, Brian Regan, Chris Tucker, Kevin Hart, Ali Wong, Trevor Noah, Tiffany Haddish, avec les invités musicaux John Mayer, Common. Après plusieurs spectacles en juillet, et quelques plaintes concernant le bruit et les perturbations, les responsables locaux du zonage ont accordé une dérogation spéciale permettant aux représentations de se poursuivre jusqu'au 4 octobre 2020. La série d'émissions Chappelle Summer Camp se termine soudainement le 25 septembre 2020, lorsqu'Elaine Chappelle annonce dans un groupe de fans Facebook fermé qu'il y a une possible exposition au Covid-19 dans leur cercle restreint et que toutes les autres performances sont annulées.
Dave Chappelle présente l'émission Saturday Night Live le week-end de l'élection présidentielle américaine de 2020, donnant à nouveau un autre monologue post-électoral. En raison de la pandémie de Covid-19, les résultats sont retardés et annoncés plus tôt le samedi. En réponse à la défaite de Donald Trump contre Joe Biden, le monologue d'ouverture de 16 minutes de Dave Chappelle porte sur la gestion de la pandémie par Trump, son héritage et l'avenir politique des États-Unis. Les critiques et le public accueillent sa prestation en la décrivant comme « cinglante », « éclairante » et « puissante »,.

Son spectacle The Closer, vendu vingt-quatre millions de dollars à Netflix et diffusé sur cette plateforme à partir du 5 octobre 2021, est visionné plus de dix millions de fois en dix jours, provoquant un scandale : l’humoriste y multiplie les remarques perçues par certains comme étant homophobes et transphobes. Pendant le show, il prend la défense de l’écrivaine J. K. Rowling, elle-même critiquée pour des propos jugés transphobes. Comme dans son précédent spectacle Sticks & Stones, il oppose les minorités et leurs revendications : 

« Dans notre pays, vous pouvez tirer sur un noir et le tuer, mais vous feriez mieux de ne pas froisser une personne gay. »

Dans The New York Times, Roxane Gay parle d'un spectacle « recouvert de bêtise », quand la direction de Netflix défend l'humoriste sans réserve,,.
The Hollywood Reporter publie un communiqué annonçant une nouvelle émission Chappelle's Home Team le 28 février 2022. L'humoriste produira et animera cette dernière. Elle sera composée de quatre spectacles.

### Vie privée
Il épouse Elaine Mendoza Erfe en 2001. Ils vivent avec leurs deux fils, Sulayman et Ibrahim, et leur fille, Sanaa dans une grande ferme près de Yellow Springs, Ohio. Il possède également plusieurs maisons à Xenia, Ohio. Il déclare aux résidents de Yellow Springs en septembre 2006 : « Il s'avère que vous n'avez pas besoin de 50 millions de dollars pour vivre dans ces régions, juste un joli sourire et de la gentillesse envers vous. Vous êtes les meilleurs voisins de tous les temps. C'est pourquoi je suis revenu et c'est pourquoi je reste ».
Il se convertit à l'islam en 1991. Il déclare à Time en mai 2005 : « Normalement, je ne parle pas de ma religion publiquement parce que je ne veux pas que les gens associent moi et mes défauts à cette belle chose. Et je crois que c'est beau si vous l'apprenez de la bonne manière ». Il apparaît dans une vidéo expliquant la trame de fond religieuse du puits de Zamzam à La Mecque.
Son arrière-grand-père, l'évêque William D. Chappelle, né esclave en 1857, devient président de l'Université Allen. Son arrière-arrière-grand-père, Robert J. Palmer, est membre de l'Assemblée législative de Caroline du Sud, alors majoritairement noire, pendant la reconstruction. Son grand-oncle, WD Chappelle junior, médecin et chirurgien, ouvre l'infirmerie du peuple vers 1915, un petit hôpital et cabinet de chirurgie à Columbia, en Caroline du Sud, à une époque où la ségrégation empêchait de nombreux Afro-Américains d'avoir accès aux soins de santé.
En 2004, il donne de son temps au camp international Seeds of Peace, un camp situé à Otisfield, dans le Maine, qui rassemble de jeunes leaders de communautés en conflit.
Il soutient Andrew Yang lors de l'élection présidentielle américaine de 2020.

## Influences
Dans son interview avec James Lipton, animateur de Inside the Actors Studio, il déclare que ses plus grandes influences dans la comédie sont Richard Pryor, Eddie Murphy, Chris Rock, Paul Mooney et Mel Blanc.

## Spectacles de stand-up
- 2000 : Dave Chappelle: Killin' Them Softly[104]
- 2004 : Dave Chappelle: For What It's Worth[105]

- 2017 : Equanimity[106],[107]
- 2017 : The Age of Spin
- 2017 : Deep In The Heart of Texas[108]
- 2017 : The Bird Revelation
- 2019 : Sticks & Stones[109]
- 2020 : 8:46[110]
- 2020 : Unforgiven[111]
- 2021 : Redemption Song[112]
- 2021 : The Closer

- 2023 : The Dreamer

## Filmographie

### Comme acteur
- 1993 : Sacré Robin des Bois (Robin Hood: Men in Tights) : Ahchoo
- 1993 : Pas de vacances pour les Blues (Undercover Blues) : Ozzie
- 1994 : Getting In : Ron
- 1996 : Le Professeur foldingue (The Nutty Professor) : Reggie Warrington
- 1996 : Bienvenue chez Joe (Joe's Apartment) de John Payson : Cockroach (voix)
- 1997 : Damn Whitey : Dave
- 1997 : Bowl of Pork : Black Forrest Gump
- 1997 : Les Ailes de l'enfer (Con Air) : Joe 'Pinball' Parker
- 1997 : Une vraie blonde (The Real Blonde) de Tom DiCillo : Zee
- 1998 : Les Fumistes (Half Baked) : Thurgood Jenkins / Sir Smoke-a-Lot
- 1998 : Woo : Lenny
- 1998 : Vous avez un mess@ge (You've Got Mail) : Kevin Jackson
- 1999 : 200 Cigarettes : Disco Cabbie
- 1999 : Flic de haut vol (Blue Streak) de Les Mayfield : Tulley
- 2000 : Miss Grippe-sou (Screwed) : Rusty P. Hayes
- 2002 : Opération funky (Undercover Brother) : Conspiracy Brother
- 2005 : Dave Chappelle's Block Party
- 2015 : Chi-Raq de Spike Lee
- 2018 : A Star is Born de Bradley Cooper : Noodles

### Comme scénariste
- 1997 : Damn Whitey
- 1998 : Les Fumistes (Half Baked)
- 2005 : Dave Chappelle's Block Party

### Comme producteur
- 1998 : Les Fumistes (Half Baked)
- 2005 : Dave Chappelle's Block Party

## Télévision
- 1996 : Buddies : Dave Carlisle

- 1997 : The Dave Chappelle Project - également scénariste et producteur

- 2003 : Chappelle's Show

## Distinctions

### Récompenses
- 2017 : lauréat du Emmy Award, catégorie « Meilleur acteur invité dans une série comique », pour sa participation à l'émission Saturday Night Live[113]
- 2017 : lauréat du Grammy Award, catégorie « Meilleure comédie » pour son album The Age Of Spin & Deep In The Heart Of Texas[114]
- 2018 : lauréat du Emmy Award, catégorie « Émission de variétés exceptionnelle », pour son spectacle Equanimity[115]
- 2018 : lauréat du Grammy Award, catégorie « Meilleure comédie » pour son album Equanimity & The Bird Revelation[114]
- 2019 : lauréat du Mark Twain Prize for American Humor décerné par le John F. Kennedy Center for the Performing Arts pour sa carrière d'humoriste à la télévision[116],[117]

## Voix françaises

### En France
Dave Chappelle n'a pas de voix française régulière, même si plusieurs acteurs se sont succédé pour le doubler.
- Lionel Henry dans Sacré Robin des Bois
- Serge Faliu dans Pas de vacances pour les Blues
- Thierry Wermuth dans Le Professeur foldingue
- Jacques Martial dans Les Ailes de l'enfer
- Lucien Jean-Baptiste dans Vous avez un mess@ge
- Sidney Kotto dans Flic de haut vol
- Jérôme Pauwels dans Opération funky
- Asto Montcho dans A Star Is Born